# Ligusticum nullivittatum
Ligusticum nullivittatum är en växtart i släktet Ligusticum och familjen flockblommiga växter. Den beskrevs först av Kun Tsun Fu och fick sitt nu gällande namn av Fa Ting Pu och Mark Francis Watson. Arten förekommer i Kina.